# Hazfi Cup 2007-08
De  Hazfi Cup 2007/08 was de 21e editie van de Hazfi Cup, de Iraanse voetbalbekercompetitie. Een recordaantal van 102 clubs werd toegelaten tot deze editie. Het toernooi begon op 15 oktober 2007.Het toernooi werd gewonnen door Esteghlal door in de finale Pegah met 3-1 over twee wedstrijden te verslaan.

## Eerste ronde
| Datum           | Thuisteam             | Uitslag   | Bezoekers                 | Opmerkingen                |
| --------------- | --------------------- | --------- | ------------------------- | -------------------------- |
| 15 oktober 2007 | Naft Tehran FC        | 0-1       | Shahrdari Bandar Abbas FC |                            |
| 15 oktober 2007 | Steel Azin FC         | 2-1       | Shahrdari Shahr Ray FC    |                            |
| 15 oktober 2007 | Sepidrood Rasht FC    | 2-0       | Foolad Hormozgan FC       |                            |
| 15 oktober 2007 | Persepolis Borazjan   | Walk-over | Shahrdari Anzali          | Persepolis trok zich terug |
| 15 oktober 2007 | Nassaji Mazandaran    | Walk-over | Kowsar Tehran             | Kowsar trok zich terug     |
| 15 oktober 2007 | Persepolis Ghaemshahr | Walk-over | Dartak Khorramabad        | Dartak Trok zich terug     |
| 15 oktober 2007 | Mashin Sazi FC        | 5-0       | Parnia Malayer FC         |                            |
| 15 oktober 2007 | West Azarbaijan FC    | 1-5       | Nirou Moharekeh Qazvin FC |                            |
| 17 oktober 2007 | Fajr Mantagheh Do FC  | 5-2       | Azad University Langarud  |                            |
| 17 oktober 2007 | Sepahan Novin FC      | 1-2       | Mes Sarcheshme FC         |                            |
| 17 oktober 2007 | Sanaye Arak FC        | 3-1       | Zoghalsang Kerman FC      |                            |
| 17 oktober 2007 | Kaveh Zanjan FC       | 2-1       | Sazan Rah Qom             |                            |
| 19 oktober 2007 | Foolad FC             | 5-0       | Moghavemat Tehran FC      |                            |

## Tweede ronde
| Datum           | Thuisteam                   | Uitslag   | Bezoekers                 | Opmerkingen                          |
| --------------- | --------------------------- | --------- | ------------------------- | ------------------------------------ |
| 21 oktober 2007 | Nassaji Mazandaran          | Walk-over | Hepco Arak                | Hepco trok zich terug                |
| 21 oktober 2007 | Moghavemat Shiraz           | 2-0       | Persepolis Ghaemshahr     |                                      |
| 21 oktober 2007 | Tarbiat Badani Hormozgan FC | 0-4       | Mes Sarcheshme FC         |                                      |
| 21 oktober 2007 | Shahrdari Anzali            | 2-1       | Mashin Sazi FC            |                                      |
| 21 oktober 2007 | Deihim Ahvaz                | 1-3       | Steel Azin FC             |                                      |
| 22 oktober 2007 | Fajr Mantagheh Do FC        | 0-1       | Teraktor Sazi             |                                      |
| 22 oktober 2007 | Tarbiat Badani Yazd FC      | 13-1      | Pas Birjand               |                                      |
| 22 oktober 2007 | Payam Mashhad               | 5-0       | Moghavemat Vahdat Ghom    |                                      |
| 22 oktober 2007 | Gach Farsan                 | 0-1       | Shahrdari Yazd            |                                      |
| 22 oktober 2007 | Shahed Najafabad            | 3-0       | Sepidrood Rasht           |                                      |
| 22 oktober 2007 | Shahrdari Tabriz            | 2-3       | Nirou Moharekeh Qazvin FC |                                      |
| 22 oktober 2007 | Foolad Yazd                 | 7-0       | Mashin Lent Semnan        |                                      |
| 22 oktober 2007 | Shahin Ahvaz                |           | Zagros Yasooj             | Zagros Trok zich terug               |
| 22 oktober 2007 | Ghahreman Khorasan Razavi   | 2-3       | Shemushack Noshahr FC     |                                      |
| 22 oktober 2007 | Esteghlal Jonub             | 1-2       | Mehrkam Pars Tehran       |                                      |
| 22 oktober 2007 | Lashgar Si Gorgan           | 0-1       | Piroozi Yasouj            |                                      |
| 23 oktober 2007 | Petroshimi Tabriz           | 2-2       | Shahrdari Bandar Abbas FC | Petroshimi wint na strafschoppen 5-4 |

## Derde ronde
| Datum            | Thuisteam                 | Uitslag   | Bezoekers             | Opmerkingen                          |
| ---------------- | ------------------------- | --------- | --------------------- | ------------------------------------ |
| 10 november 2007 | Shahrdari Yazd            | 0-6       | Foolad FC             |                                      |
| 10 november 2007 | Samand Tehran             | 2-0       | Shahin Ahvaz          |                                      |
| 10 november 2007 | Sanaye Arak FC            | 4-0       | Teraktor Sazi Novin   |                                      |
| 10 november 2007 | Steel Azin FC             | 1-1       | Damash Iranian FC     | Steel Azin wint 4-1 na strafschoppen |
| 10 november 2007 | Nirou Moharekeh Qazvin FC | 0-1       | Kaveh Zanjan          |                                      |
| 10 november 2007 | Piroozi Yasouj            | 0-1       | Shahin Bushehr        |                                      |
| 10 november 2007 | Teraktor Sazi             | 1-0       | Shahed Najafabad      |                                      |
| 10 november 2007 | Moghavemat Shiraz         | Walk-over | Aflak Lorestan        | Aflak trok zich terug                |
| 10 november 2007 | Tohid Kermanshah          | 1-2       | Payam Mashhad         |                                      |
| 11 november 2007 | Mehrkam Pars Tehran       | 1-0       | Shemushack Noshahr FC |                                      |
| 21 november 2007 | FC Aboomoslem             | 1-1       | Mes Kerman FC         | Aboomoslem wint 4-2 na strafschoppen |
| 22 november 2007 | Sanat Naft FC             | 2-3       | Persepolis FC         |                                      |

## Vierde ronde (1/16e finales- laatste 32)
| Datum            | Thuisteam            | Uitslag   | Bezoekers              | Opmerkingen                        |
| ---------------- | -------------------- | --------- | ---------------------- | ---------------------------------- |
| 22 november 2007 | Esteghlal Ahvaz      | 3-0       | Samand Tehran          |                                    |
| 22 november 2007 | Paykan Tehran        | 2-1       | Shahrdari Anzali       | (na extra tijd)                    |
| 22 november 2007 | Saba Battery FC      | 4-0       | Teraktor Sazi          |                                    |
| 22 november 2007 | Pegah Gilan          | 3-0       | Mes Sarcheshmeh        |                                    |
| 22 november 2007 | Kaveh Zanjan FC      | 1-4       | Zob Ahan FC            | na extra tijd                      |
| 22 november 2007 | Moghavemat Sepasi FC | 0-0       | Moghavemat Shiraz      | Sepasi wint 5-3 na strafschoppen   |
| 23 november 2007 | Esteghlal FC         | 5-3       | Tarbiat Badani Yazd FC |                                    |
| 23 november 2007 | Foolad FC            | 2-1       | Saipa FC               |                                    |
| 23 november 2007 | Payam Mashhad        | 1-1       | Rah Ahan FC            | Rah Ahan wint 7-6 na strafschoppen |
| 23 november 2007 | Shirin Faraz FC      | 1-2       | Steel Azin FC          |                                    |
| 23 november 2007 | Shahin Bushehr       | 2-0       | Malavan FC             |                                    |
| 24 november 2007 | Bargh Shiraz FC      | Walk-over | Nassaji Mazandaran     | Nassaji Trok zich terug            |
| 12 december 2007 | Pas Hamedan          | 4-1       | Foolad Yazd            |                                    |
| 17 december 2007 | Persepolis FC        | 4-1       | Petroshimi Tabriz      |                                    |
| 21 december 2007 | Sanaye Arak FC       | 1-0       | FC Aboomoslem          |                                    |
| 18 februari 2008 | Sepahan              | 1-0       | Mehrkam Pars Tehran    |                                    |

## Vijfde ronde (1/8e finale - laatste 16)
| Datum            | Thuisteam         | Uitslag | Uitteam         | Opmerkingen                                  |
| ---------------- | ----------------- | ------- | --------------- | -------------------------------------------- |
| 17 december 2007 | Foolad            | 4-4     | Esteghlal Ahvaz | Foolad wint met 8-7 na strafschoppen         |
| 21 december 2007 | Rah Ahan          | 2-2     | Steel Azin      | Rah Ahan wint met 5-2 na strafschoppen       |
| 21 december 2007 | Zob Ahan          | 1-1     | Esteghlal       | Esteghlal wint met 3-1 na strafschoppen      |
| 21 december 2007 | Bargh Shiraz      | 1-0     | Paykan Tehran   |                                              |
| 21 december 2007 | Shahin Bushehr    | 2-2     | Saba Battery    | Shahin Bushehr wint met 6-5 na strafschoppen |
| 24 december 2007 | Pas Hamedan       | 3-0     | Persepolis      |                                              |
| 26 februari 2008 | Moghavemat Sepasi | 1-2     | Sepahan         |                                              |
| 4 maart 2008     | Sanaye Arak       | 0-1     | Pegah Gilan     |                                              |

## Zesde ronde (kwartfinale)
| Datum            | Thuisteam    | Uitslag | Bezoekers      | Opmerkingen                             |
| ---------------- | ------------ | ------- | -------------- | --------------------------------------- |
| 26 februari 2008 | Pas Hamedan  | 0-0     | Foolad         | Foolad wint met 5-4 na strafschoppen    |
| 10 maart 2008    | Bargh Shiraz | 2-0     | Shahin Bushehr |                                         |
| 22 april 2008    | Esteghlal    | 2-2     | Rah Ahan       | Esteghlal wint met 5-3 na strafschoppen |
| 27 mei 2008      | Pegah        | 4-2     | Sepahan        | na extra tijd                           |

## Halve finale
| Datum       | Thuisteam    | Uitslag | Bezoekers   | Opmerkingen                         |
| ----------- | ------------ | ------- | ----------- | ----------------------------------- |
| 29 mei 2008 | Foolad       | 1-1     | Esteghlal   | Esteghlal wint na strafschoppen 4-2 |
| 1 juni 2008 | Bargh Shiraz | 2-1     | Pegah Gilan |                                     |

## Finale

### Heenduel
|                   |             |       |           |                                                                                 |
| 9 juni 2008 17:30 | Pegah       | 1 – 0 | Esteghlal | Sardar Jangal Stadium, Rasjt Toeschouwers: 20,000 Scheidsrechter: Mozafarizadeh |
| 9 juni 2008 17:30 | Gilauri 40' |       |           | Sardar Jangal Stadium, Rasjt Toeschouwers: 20,000 Scheidsrechter: Mozafarizadeh |

### Return
|                    |                                                          |       |       |                                                                             |
| 16 juni 2008 17:00 | Esteghlal                                                | 3 – 0 | Pegah | Azadistadion, Teheran Toeschouwers: 70,000 Scheidsrechter: Hedayat Mombeini |
| 16 juni 2008 17:00 | Mehdi Amirabadi 15' Mojtaba Jabari 95' Arash Borhani 99' |       |       | Azadistadion, Teheran Toeschouwers: 70,000 Scheidsrechter: Hedayat Mombeini |